# Henry Paget, 5.º Marquês de Anglesey
Henry Cyril Paget, 5.º Marquês de Anglesey (Paris, 16 de junho de 1875 - Monte Carlo, 14 de março de 1905), denominado Lorde Paget até 1880 e Conde de Uxbridge entre 1880 e 1898, e apelidado de "Toppy", foi um nobre britânico que foi notável durante sua curta vida por desperdiçando sua herança em uma vida social pródiga e acumulando dívidas enormes. Considerado a "ovelha negra" da família, foi apelidado de "o marquês dançante" e por seu Butterfly Dancing, retirado de Loie Fuller, onde um volumoso manto de seda branca transparente balançava como asas.
Vicary Gibbs, escrevendo em The Complete Peerage em 1910, comentou que ele "parece ter existido apenas com o propósito de dar uma ilustração melancólica e desnecessária da verdade que um homem com as melhores perspectivas, pode, pela mais louca loucura e extravagância, como diz Sir Thomas Browne, 'aborrecer tolamente em benefício da humanidade, jogar fora uma vida unitária e ter vivido em vão'".

## Início de vida
Paget era o filho mais velho do quarto marquês de Anglesey e de sua segunda esposa, Blanche Mary Boyd. No entanto, persistiam rumores de que seu pai biológico era o ator francês Benoît-Constant Coquelin, um boato que ganhou alguma notabilidade quando, segundo algumas fontes, após a morte de sua mãe em 1877, Paget, na altura com apenas dois anos, supostamente foi criado pela cunhada de Coquelin em Paris até os oito anos. Essa história parece ter sido uma confusão de fatos. A cunhada, Edith Marion Boyd, era tia do quarto marquês, uma das irmãs de sua mãe, e ela não se casou com o irmão de Coquelin, Gustave, até 1891. Sua madrasta de 1880 era uma norte-americana, Mary Minna Livingston King, a viúva de Henry Wodehouse.
Ele frequentou o Eton College, mais tarde recebendo aulas particulares, e foi comissionado como tenente no 2º Batalhão de Voluntários dos Fuzileiros Reais de Gales. 
Em 20 de janeiro de 1898 casou-se com sua prima Lilian Florence Maud Chetwynd (1876–1962). Após a morte de seu pai em 13 de outubro de 1898, ele herdou seu título e as propriedades da família com cerca de 30.000 acres (120 km 2) em Staffordshire, Dorset, Anglesey e Derbyshire, proporcionando uma renda anual de £ 110.000 (equivalente para £ 13 milhões por ano em 2021).

## Sexualidade

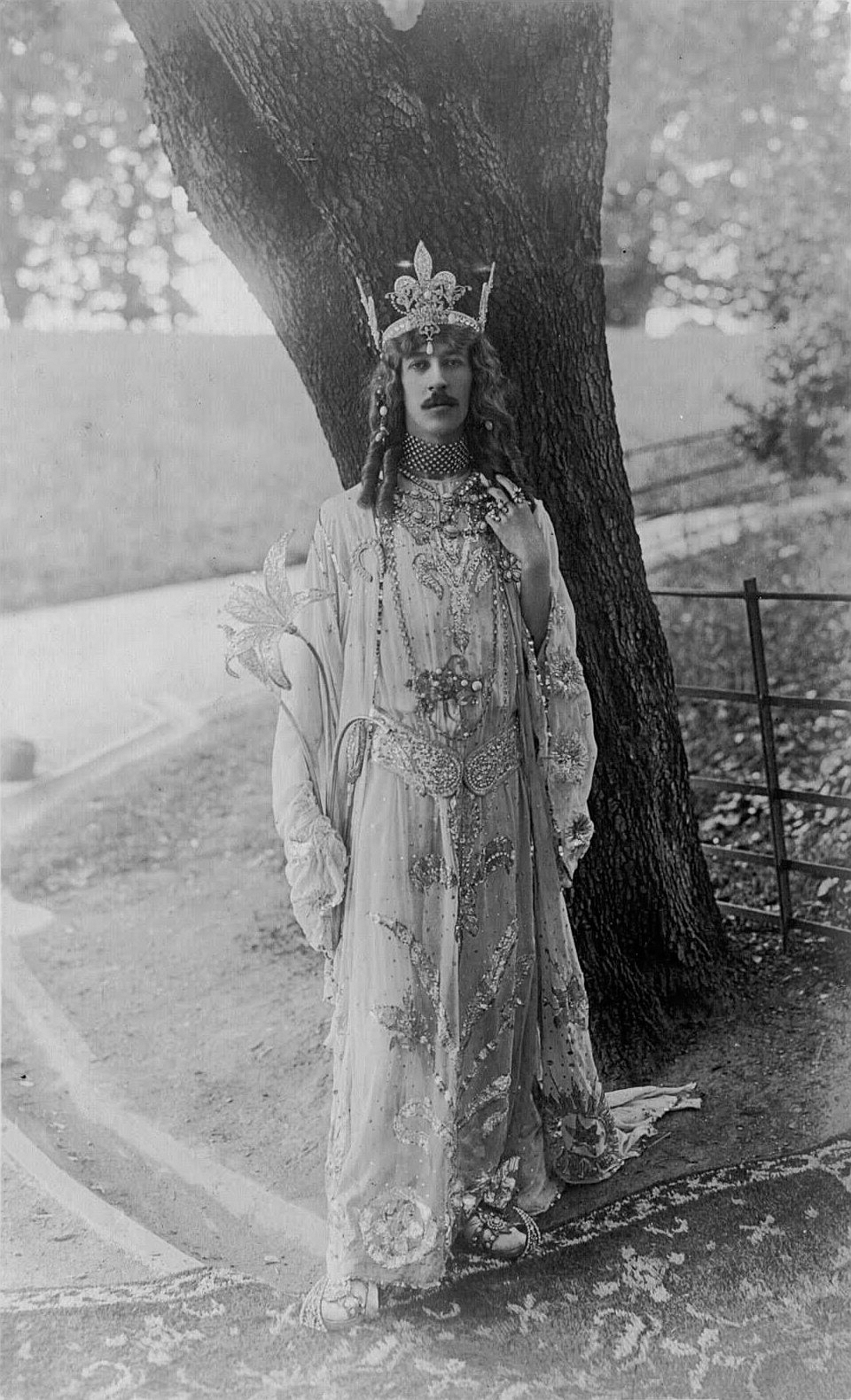
Henry, c. 1900.

O estilo de vida escandaloso e extravagante de Paget, seu gosto pelo travestismo e o fim de seu casamento levaram muitos a supor que ele era homossexual. Escrevendo em 1970, o reformador homossexual H. Montgomery Hyde o caracterizou como "o homossexual aristocrático mais notório neste período". Um jornalista escreveu: "Eu sou levado à conclusão de muito que tenho visto que há homens que deveriam ter nascido mulheres, e mulheres que deveriam ter nascido homens... Tendo a forma de um homem, ele ainda tinha todos os gostos, algo até de aparência, não apenas de uma mulher, mas, se a frase for permissível, de uma mulher muito efeminada". Norena Shopland escreveu que "há pouca dúvida de que Henry deve ser incluído na história da identidade de gênero".
Não há evidências a favor ou contra ele ter tido amantes de ambos os sexos: a historiadora da performance Viv Gardner acredita que ele era "um narcisista clássico: a única pessoa que ele poderia amar e fazer amor era a si mesmo, porque, por qualquer motivo, ele era 'não amável'". A destruição deliberada por sua família daqueles de seus papéis que poderiam ter resolvido esta questão deixou qualquer avaliação especulativa.
De acordo com Christopher Sykes, ele não teve relações sexuais com sua esposa, que inicialmente o deixou depois de apenas seis semanas. Sykes relatou: "O mais próximo que o casamento chegou da consumação foi que ele a faria posar nua coberta de jóias de cima a baixo e ela teve que dormir usando as jóias".

## Problemas financeiros e morte
Em 1904, apesar de sua herança e renda, Paget acumulou dívidas de £ 544.000 (£ 60 milhões em 2021) e em 11 de junho foi declarado falido. Seu guarda-roupa luxuoso, particularmente seus roupões de Charvet, e jóias foram vendidas para pagar os credores, as jóias sozinhas rendendo £ 80.000.
Em 1905, Paget morreu em Monte Carlo após uma longa doença, com sua ex-esposa ao seu lado, e seus restos mortais foram devolvidos à Igreja de St Edwen, Llanedwen, em sua propriedade Anglesey, para o enterro. O The Times informou que, apesar de tudo o que se sabia dele, ele permaneceu muito querido pelo povo de Bangor, que lamentou saber de sua morte. Em 1909, Lilian, Marquesa de Anglesey, casou-se com John Francis Gray Gilliat (um banqueiro) com quem teve três filhos.
O título passou para seu primo Charles Henry Alexander Paget, que destruiu todos os papéis de Henry e converteu o Teatro Gaiety novamente em uma capela. Foi pelo menos em parte devido às dívidas deixadas por Henry que a principal propriedade inglesa da família em Beaudesert, Staffordshire, teve de ser desmembrada e vendida na década de 1930. A família Paget mudou-se para Plas Newydd como residência permanente.

## Legado
Plas Newydd permaneceu na posse da família Paget até 1976, quando foi doado ao National Trust. Hoje a casa e os jardins estão abertos ao público, e a casa contém uma coleção de arte que inclui várias fotografias do 5º Marquês em traje teatral.
Em março de 2020, uma tiara de diamantes alegadamente usada pelo 5º Marquês foi colocada em leilão (não pela família Paget) na Feira Europeia de Belas Artes de 2020 em Maastricht. Não há provas de que Paget tenha possuído a tiara, mas ela foi usada por Marjorie, Marquesa de Anglesey (esposa do 6º Marquês) na coroação do Rei George VI em 1937. 
O estilo de Paget tem sido frequentemente comparado ao do extravagante astro do rock Freddie Mercury.
Em 2017 o ator e compositor Seriol Davies escreveu e atuou em How To Win Against History, um musical baseado na vida de Paget. O show premiado foi apresentado no Festival Fringe de Edimburgo de 2017 antes de uma turnê pelo País de Gales e Inglaterra. Em 2019 o espetáculo teve sua estreia irlandesa no Dublin Theatre Festival.
O estilista britânico-americano Harris Reed citou Paget como inspiração para sua coleção de 2020 Thriving In Our Outrage.